# 2002-es labdarúgó-világbajnokság
A 2002-es labdarúgó-világbajnokság a futball történetének 17. világbajnoksága volt. Dél-Korea és Japán közösen rendezte május 31. és június 30. között. A címvédő Franciaország volt. A 32 csapatot nyolc csoportba sorsolták, ahonnan az első két helyezett jutott tovább. A nyolcaddöntőtől egyenes kieséses rendszerben folytatódott a torna.
A vb-t Brazília nyerte, a döntőben Németországot verték 2–0-ra, így 1994 után ismét világbajnokok lettek. Ez volt Brazília 5. világbajnoki címe. A győztes csapat edzője Luiz Felipe Scolari volt. Brazília százszázalékos teljesítménnyel jutott a döntőbe, minden meccset megnyertek, első nehéz ellenfelük Anglia volt a negyeddöntőben (2–1). Németország a Szaúd-Arábia elleni 8–0-val kezdett, aztán Írországgal 1–1-et játszottak, de a Kamerun elleni mérkőzésen, majd az egyenes kieséses szakaszban a döntőig nem kaptak gólt. Azonban Ronaldónak kétszer is sikerült betalálnia Oliver Kahn hálójába.

## Helyszínek
Dél-Korea és Japán is 10–10 helyszínt biztosított a világbajnokságon, melyek többsége a tornára épült. Az A–D csoport mérkőzéseit Dél-Koreában, az E–H csoport küzdelmeit Japánban rendezték. Tegu, Szuvon, Jokohama és Szaitama négy mérkőzésnek adott otthont, míg a többi stadionban 3 mérkőzést rendeztek. Egyetlen mérkőzést sem játszottak Tokióban, amivel az első főváros lett a világbajnokságok történetében, ahol nem rendeztek mérkőzést.
| Dél-Korea                                                                                   | Dél-Korea                                                                                   | Dél-Korea                                                                                   | Dél-Korea                                                                               | Dél-Korea                                                                               | Dél-Korea                                                                               |
| Tegu                                                                                        | Szöul                                                                                       | Puszan                                                                                      | Puszan                                                                                  | Incshon                                                                                 | Ulszan                                                                                  |
| ------------------------------------------------------------------------------------------- | ------------------------------------------------------------------------------------------- | ------------------------------------------------------------------------------------------- | --------------------------------------------------------------------------------------- | --------------------------------------------------------------------------------------- | --------------------------------------------------------------------------------------- |
| Tegu Stadion                                                                                | Szöuli Világbajnoki Stadion                                                                 | Puszan Asiad Stadion                                                                        | Puszan Asiad Stadion                                                                    | Incshon Munak Stadion                                                                   | Ulszan Munszu Stadion                                                                   |
| Befogadóképesség: 68,014                                                                    | Befogadóképesség: 63,961                                                                    | Befogadóképesség: 55,982                                                                    | Befogadóképesség: 55,982                                                                | Befogadóképesség: 52,179                                                                | Befogadóképesség: 43,550                                                                |
|                                                                                             |                                                                                             |                                                                                             |                                                                                         |                                                                                         |                                                                                         |
| Szuvon                                                                                      | Kvangdzsu                                                                                   | Csondzsu                                                                                    | Csondzsu                                                                                | Szogüpho                                                                                | Tedzson                                                                                 |
| Szuvon Világbajnoki Stadion                                                                 | Kvangdzsu Világbajnoki Stadion                                                              | Csondzsu Világbajnoki Stadion                                                               | Csondzsu Világbajnoki Stadion                                                           | Csedzsu Világbajnoki Stadion                                                            | Tedzson Világbajnoki Stadion                                                            |
| Befogadóképesség: 43,188                                                                    | Befogadóképesség: 42,880                                                                    | Befogadóképesség: 42,391                                                                    | Befogadóképesség: 42,391                                                                | Befogadóképesség: 42,256                                                                | Befogadóképesség: 40,407                                                                |
|                                                                                             |                                                                                             |                                                                                             |                                                                                         |                                                                                         |                                                                                         |
| Dél-Korea Puszan Tegu Tedzson Kvangdzsu Incshon Csondzsu Szogüpho Szöul Szuvon Ulszan Japán | Dél-Korea Puszan Tegu Tedzson Kvangdzsu Incshon Csondzsu Szogüpho Szöul Szuvon Ulszan Japán | Dél-Korea Puszan Tegu Tedzson Kvangdzsu Incshon Csondzsu Szogüpho Szöul Szuvon Ulszan Japán | Japán Kasima Kóbe Rifu Niigata Óita Oszaka Szaitama Szapporo Sizuoka Jokohama Dél-Korea | Japán Kasima Kóbe Rifu Niigata Óita Oszaka Szaitama Szapporo Sizuoka Jokohama Dél-Korea | Japán Kasima Kóbe Rifu Niigata Óita Oszaka Szaitama Szapporo Sizuoka Jokohama Dél-Korea |
| Japán                                                                                       |                                                                                             |                                                                                             |                                                                                         |                                                                                         |                                                                                         |
| Jokohama                                                                                    | Szaitama                                                                                    | Sizuoka                                                                                     | Sizuoka                                                                                 | Oszaka                                                                                  | Rifu                                                                                    |
| Jokohama Nemzetközi Stadion                                                                 | Szaitama Stadion                                                                            | Sizuoka Stadion ECOPA                                                                       | Sizuoka Stadion ECOPA                                                                   | Nagai Stadion                                                                           | Mijagi Stadion                                                                          |
| Befogadóképesség: 72,327                                                                    | Befogadóképesség: 63,000                                                                    | Befogadóképesség: 50,600                                                                    | Befogadóképesség: 50,600                                                                | Befogadóképesség: 50,000                                                                | Befogadóképesség: 49,000                                                                |
|                                                                                             |                                                                                             |                                                                                             |                                                                                         |                                                                                         |                                                                                         |
| Óita                                                                                        | Niigata                                                                                     | Kasima                                                                                      | Kasima                                                                                  | Kóbe                                                                                    | Szapporo                                                                                |
| Óita Stadion                                                                                | Niigata Stadion                                                                             | Kasima Stadion                                                                              | Kasima Stadion                                                                          | Kóbe Stadion                                                                            | Szapporo Dómu                                                                           |
| Befogadóképesség: 43,000                                                                    | Befogadóképesség: 42,300                                                                    | Befogadóképesség: 42,000                                                                    | Befogadóképesség: 42,000                                                                | Befogadóképesség: 42,000                                                                | Befogadóképesség: 42,000                                                                |
|                                                                                             |                                                                                             |                                                                                             |                                                                                         |                                                                                         |                                                                                         |

## Kabalák
Ezen a világbajnokságon a hivatalos kabalák Ato, Kaz és Nik voltak, a három futurisztikus, számítógép készítette teremtény. Ők mindannyian tagjai az „Atmoball” csapatának (egy kitalált, labdarúgáshoz hasonló sport), Ato a vezetőedző, míg Kaz és Nik a játékosok. A három egyéni nevet egy listából választották, amelyet az internetet használók és a McDonald’s üzletlánc állított össze a rendező országokban.

## Selejtezők

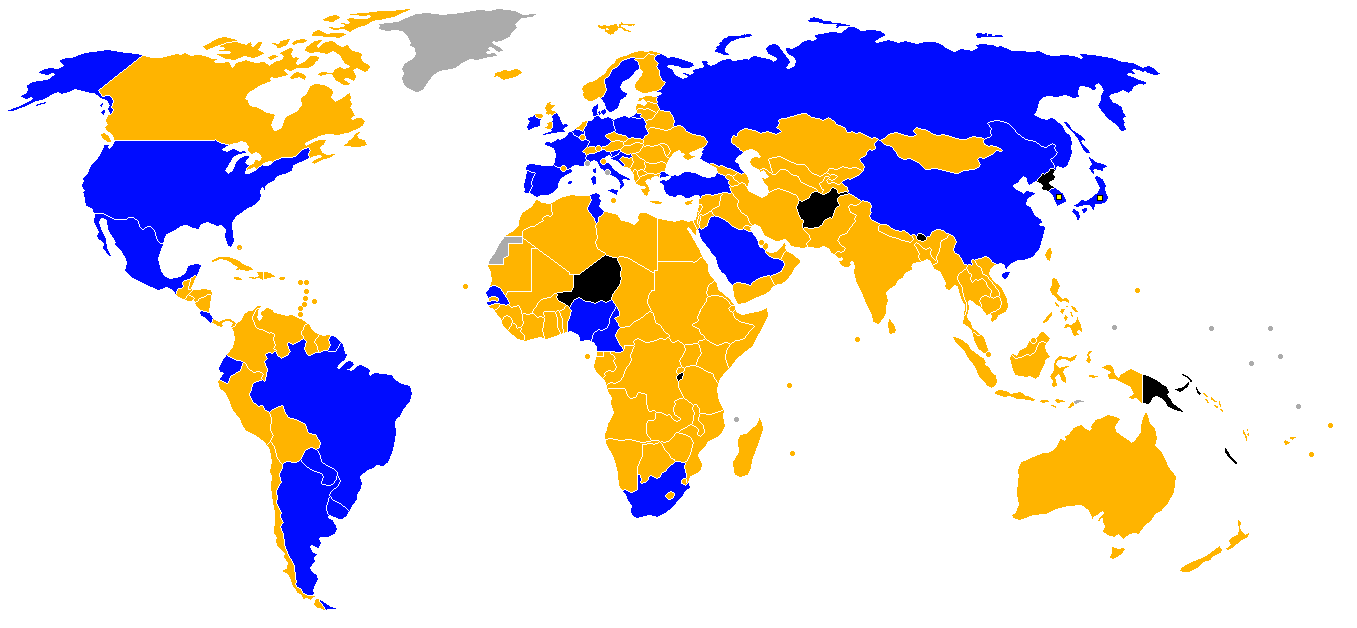

A selejtezőkön amelyek már 1999-ben elkezdődtek 199 válogatott indult el. A címvédő Franciaország és a társházigazda Dél-Korea és Japán automatikusan résztvevők voltak így nem kellett a selejtezőkön részt venniük. Ez volt a legutolsó alkalom, hogy a címvédő automatikus résztvevői jogot kapott.
Az UEFA-tagszövetségeknek (Európa) 13, a CAF-tagoknak (Afrika) 5, a CONMEBOL (Dél-Amerika) illetve az AFC (Ázsia) szövetségeinek 4–4, míg a CONCACAF-tagoknak (Észak-, Közép-Amerika és Karibi-térség) 3 hely volt fenntartva. A fennmaradó két hely sorsáról rájátszás döntött az AFC és a CONCACAF, illetve a CONMEBOL és az OFC (Óceánia) között. Négy nemzet kvalifikálta magát első alkalommal a világbajnokságra: Kína, Ecuador, Szenegál, illetve Szlovénia.
A következő csapatok vettek részt a 2002-es labdarúgó-világbajnokságon:
Zárójelben a 2002 májusi FIFA-világranglista-helyezés olvasható.
| Afrika – CAF (5) - Dél-afrikai Köztársaság (37.) - Kamerun (17.) - Nigéria (27.) - Szenegál (42.) - Tunézia (31.) Ázsia – AFC (4) - Dél-Korea (40.) (társházigazda) - Japán (32.) (társházigazda) - Kína (50.) - Szaúd-Arábia (34.) Észak-Amerika, Közép-Amerika & Karibi térség – CONCACAF (3) - Costa Rica (29.) - Mexikó (7.) - Egyesült Államok (13.) Dél-Amerika – CONMEBOL (5) - Argentína (3.) - Brazília (2.) - Ecuador (36.) - Paraguay (18.) - Uruguay (24.) | Óceánia – OFC (0) - egy sem Európa – UEFA (15) - Anglia (12.) - Belgium (23.) - Dánia (20.) - Franciaország (1.) (címvédő) - Horvátország (21.) - Írország (15.) - Lengyelország (38.) - Németország (11.) - Olaszország (6.) - Oroszország (28.) - Portugália (5.) - Spanyolország (8.) - Svédország (19.) - Szlovénia (25.) - Törökország (22.) |

## Összegzés

### Csoportkör
A FIFA 1974-ben vezette be azt a gyakorlatot, hogy a négy évvel korábbi világbajnoknak kell a torna első mérkőzését megvívnia.
A nyitómérkőzés érdekességei:
- még soha nem volt nyitómérkőzés európai és afrikai csapat között,
- a francia válogatott kezdő együttesében csak egy olyan játékos volt, aki a hazai bajnokságban játszott, a többi idegenlégiós,
- a teljes szenegáli kezdő csapat minden játékosa Franciaországban játszott.
- a szenegáli csapat abszolút újoncként első vb-megmérettetésére készült, és 1–0-ra legyőzte a címvédőt.

A kontinentális szervezetek közötti különbségek csökkentésére törekedve, a FIFA határozata értelmében a nyitó mérkőzésen az egyesült arab emírségbeli Ali Bujszaim fújta a sípot. A világbajnokságok történetében még sohasem fordult elő, hogy ázsiai játékvezető vezette volna a nyitó mérkőzést.
A világbajnokság a címvédő franciák 1-0-s vereségével kezdődött, akik a sérült Zinédine Zidane nélkül játszottak az újonc Szenegállal Dél-Korea fővárosában, Szöulban, a torna nyitómérkőzésén. Szenegál a torna csapatai közül az egyik legerősebbel mérkőzött meg. Az A csoport második mérkőzésén Franciaország tartotta góltalanságát, Uruguayjal gól nélküli döntetlent játszottak miután a csatársztár Thierry Henryt kiállították. Az utolsó mérkőzésükön megpecsételődött a sorsuk, Dániától 2-0-ra kikaptak. A címvédő góltalansági csúccsal és a világbajnokság legrosszabb teljesítményű csapataként esett ki. A jó teljesítményt nyújtó Dánia nyerte a csoportot. Szenegál döntetlent játszott Dániával és Uruguayjal, így szintén bebiztosította helyét a második fordulóra. Annak ellenére, hogy az utolsó csoportmérkőzésen Szenegál 3-0-s vezetése után Uruguay felállt és kiegyenlített, negyedik gólt már nem tudtak szerezni, így kiestek a versenysorozatból.
Spanyolország volt azon két csapat közül az egyik aki maximális pontszámmal nyerte meg csoportját, a B csoportot. Paraguayjal és Szlovéniával szemben egyaránt 3-1-es győzelmet aratott, Dél-Afrikát pedig 3-2-re győzte le. Paraguaynak szüksége volt egy újabb gólra a másik újonc, Szlovénia ellen, hogy megakadályozzák Dél-Afrika jobb gólkülönbséggel való továbbjutását (már továbbjutók voltak pontjaikkal) és ez sikerült is, Paraguay több lőtt góllal továbbjutott.
A másik csapat aki megnyerte összes csoportmérkőzését Brazília volt, a C csoportban. Törökország is továbbjutott Costa Ricát gólkülönbséggel megelőzve. Kína válogatottjának edzője Bora Milutinović (sorozatban öt világbajnokságra az ötödik csapatával is kijutott), pont és lőtt gól nélkül távozott csapatával.
A D csoportban az Egyesült Államok 3-2-re győzött Portugália ellen, majd Brad Friedel hatalmas védéseinek köszönhetően az amerikaiak 1-1-es döntetlent játszottak Dél-Korea ellen. Dél-Korea már biztos továbbjutó volt, miután 2-0-ra legyőzték Lengyelországot, és szintén győztek Portugália ellen, ezzel kiejtették az európaiakat, így az amerikaiak jutottak tovább a második helyen.
Németország 8-0-s vereséget mért Szaúd-Arábiára az E csoport nyitómérkőzésén, ahol Miroslav Klose mesterhármast szerzett. Írország a volt csapatkapitánya, Roy Keane nélkül játszott, aki a világbajnokság előtti napokban utazott haza, de a vele csak névrokonságban álló Robbie Keane, a második helyre segítette csapatát Afrika bajnoka, Kamerun bánatára.
Az F csoportból kiesett Argentína. Az angoloktól David Beckham  tizenegyes góljával 1-0-ra kikaptak és a következő mérkőzésükön Svédországgal döntetlent játszottak, akik így az argentinokat megelőzve, csoportjukat megnyerve, Angliával együtt tovább folytathatták a sorozatot. Nigéria utolsóként fejezte be a csoportot.
A G csoportban Olaszország, Horvátország és Ecuador küzdött meg a második továbbjutó helyért, de az olaszok döntetlent játszottak a csoportgyőztes mexikói válogatott ellen, amíg a másik két csapat kikapott az észak-amerikai csapat ellen, így a háromszoros világbajnok szerezte meg a második helyezést a csoportban.
A házigazda japán válogatott könnyedén jutott tovább a H csoportból, csatlakozva Belgiumhoz. Oroszország és Tunézia kiesett.

### Egyenes kieséses szakasz
A nyolcaddöntők során Németország 1-0-ra legyőzte Paraguayt egy kései góllal, amelyet Oliver Neuville szerzett idegfeszítő izgalmak között. A védekezésre koncentráló és a kontrákra építkező Dániát Anglia könnyedén, 3-0-ra verte. A Spanyolország-Írország mérkőzésen a két csapat 1-1-es döntetlent játszott, és büntetőkkel Spanyolország jutott a negyeddöntőbe. Svédország és Szenegál 1-1-es mérkőzésén Camara hosszabbításban szerzett aranygóljával dőlt el a továbbjutás. Az Egyesült Államok 2-0-s győzelmet aratott Mexikó felett. Brazília 2-0-ra győzött Belgium ellen, míg Törökország a házigazda Japánt ejtette ki 1-0-s győzelmével. A társházigazda Dél-Korea 2-1-re győzött Olaszország ellen, aranygóllal. Az olasz válogatottól a torna alatt öt szabályos gólt vettek el a bírók.[forrás?] Dél-Korea győzelmével, első alkalommal a kupa történetében megtörtént, hogy egyszerre európai, észak-amerikai, dél-amerikai, afrikai és ázsiai csapat is szerepelt a negyeddöntőben.
A negyeddöntőben Ronaldinho szabadrúgása a kint álló David Seaman felett a kapuba hullott, így Brazília 2-1-re győzött az angolok ellen. Az Egyesült Államok 1-0-ra elveszítette a Németország elleni mérkőzését, Michael Ballack gólja döntött. Dél-Korea megszerezte újabb győzelmét Spanyolország ellen,büntetőkkel. Ehhez nagyban hozzájárult az egyiptomi Gamál al-Gandúr játékvezető és ugandai illetve trinidadi asszisztense.[forrás?] Ők voltak az első ázsiai csapat, akik világbajnoki elődöntőbe jutottak, felülmúlva a Koreai NDK-t akik 1966-ban a negyeddöntőig jutottak. Törökország folytatta nagyszerű menetelését, megállítva Szenegált. Aranygóllal győztek 1-0-ra.
Az elődöntőkben két 1-0-s győzelem született, az elsőn Ballack gólja elég volt Németország továbbjutásához Dél-Korea ellen. Azonban Ballack sárga lapot kapott a mérkőzés alatt, amely a második sárga lapja volt, így – az akkori szabályok szerint – ki kellett hagynia a döntőt. A brazil Ronaldo megszerezte hatodik gólját a tornán a törökök ellen és döntőbe lőtte Brazíliát. A harmadik helyért folyó mérkőzésen, Törökország 3-2-re győzött Dél-Korea ellen. Az első gólt Hakan Şükür szerezte rögtön a középkezdés után 10,8 másodperccel, amely a világbajnokságok történetében a valaha szerzett leggyorsabb gól.
A döntőt Jokohamában tartották, Japánban, ahol Ronaldo két góljával Brazília győzött Németország ellen. Ronaldo a mérkőzés után megkapta a világbajnoki aranycipő díjat, mivel nyolc góljával a torna gólkirálya lett. Ez volt Brazília ötödik világbajnoki címe, ezzel megszilárdítva a versenysorozat legsikeresebb válogatott csapata rangját. A brazil csapatkapitány, Cafu volt az első játékos, aki egymást követő három világbajnoki döntőben vett részt.

## Játékvezetők
| Konföderáció                                 | Játékvezető | Partjelzők |
| -------------------------------------------- | --- | --- |
| Afrika                                       | Gamál al-Gandúr Coffi Codjia Mourad Daami Mohammed Kezzáz Falla N’Doye | Taufik Adjengui Dramane Danté Vagih Ahmed Farag Haidar Koleit Brighton Mudzamiri Ali Tomusange |
| Ázsia                                        | Ali Búdzsszajm Kamikava Tóru Kim Jongdzsu Lu Csün Szaad Kamíl al-Fadli | Awang Hamat Avni Haszuneh Visva Nathan Krishnan Komalíszvaran Sankár Ali at-Trajfi |
| Európa                                       | Pierluigi Collina Hugh Dallas Anders Frisk Terje Hauge Antonio López Nieto Urs Meier Vítor Melo Pereira Markus Merk Ľuboš Micheľ Kim Milton Nielsen Graham Poll Kírosz Vasszárasz Gilles Veissière Jan Wegereef | Evžen Amler Frédéric Arnault Egon Bereuter Székely Ferenc Jurij Dupanov Carlos Matos Jens Larsen Leif Lindberg Heiner Müller Jaap Pool Philip Richard Sharp Igor Šramka Roland van Nylen Maciej Wierzbowski |
| Észak-Amerika, Közép-Amerika & Karibi térség | Carlos Batres Brian Hall William Mattus Peter Prendergast Felipe Ramos | Héctor Vergara Michael Ragoonath Curtis Charles Vladimir Fernández Alfaro |
| Óceánia                                      | Mark Shield | Elise Doriri Mohamed Saeed Paul Ridgeway Smith |
| Dél-Amerika                                  | Valenzano Ubaldo Aquino Byron Moreno René Ortubé Óscar Ruiz Ángel Sánchez Carlos Simon | Bomer Fierro Miguel Giacomuzzi Jorge Oliveira Jorge Horacio Rattalino |

## Keretek
A keretek teljes listáját, amely szerepelt a tornán, lásd a 2002-es labdarúgó-világbajnokság keretek alatt. Ez volt az első világbajnokság, amelyen 23 játékost tartalmaztak a keretek a korábbi 22 helyett. A 23 játékosból 3-nak kapusnak kellett lennie.

## Csoportkör
Az A, B, C, D csoportok helyszíne Dél-Koreában, az E, F, G, H csoportok helyszíne Japánban volt.
Az időpontok helyi idő szerint (UTC+9), zárójelben magyar idő szerint (UTC+2) olvashatók.

### A csoport
| Hely. | Csapat        | M | Gy | D | V | G+ | G– | Gk | P | Továbbjutás                                |
| ----- | ------------- | - | -- | - | - | -- | -- | -- | - | ------------------------------------------ |
| 1.    | Dánia         | 3 | 2  | 1 | 0 | 5  | 2  | +3 | 7 | Továbbjutott az egyenes kieséses szakaszba |
| 2.    | Szenegál      | 3 | 1  | 2 | 0 | 5  | 4  | +1 | 5 | Továbbjutott az egyenes kieséses szakaszba |
| 3.    | Uruguay       | 3 | 0  | 2 | 1 | 4  | 5  | −1 | 2 |                                            |
| 4.    | Franciaország | 3 | 0  | 1 | 2 | 0  | 3  | −3 | 1 |                                            |

| 2002. május 31. 20:30 (13:30) |

| Franciaország | 0–1                         | Szenegál |
| ------------- | --------------------------- | -------- |
|               | (0–1) Jegyzőkönyv Részletek | Diop 30' |

| Szöuli Világbajnoki Stadion, Szöul Nézőszám: 62 561 Játékvezető: Ali Búdzsszajm (egyesült arab emírségekbeli) |

| 2002. június 1. 18:00 (11:00) |

| Uruguay       | 1–2                         | Dánia            |
| ------------- | --------------------------- | ---------------- |
| Rodríguez 47' | (0–1) Jegyzőkönyv Részletek | Tomasson 45' 83' |

| Ulszan Munszu Stadion, Ulszan Nézőszám: 30 157 Játékvezető: Szaad Kamíl al-Fadli (kuvaiti) |

| 2002. június 6. 15:30 (8:30) |

| Dánia                   | 1–1                         | Szenegál |
| ----------------------- | --------------------------- | -------- |
| Tomasson 16' (11-esből) | (1–0) Jegyzőkönyv Részletek | Diao 52' |

| Tegu Stadion, Tegu Nézőszám: 43 500 Játékvezető: Carlos Batres (guatemalai) |

| 2002. június 6. 20:30 (13:30) |

| Franciaország | 0–0                   | Uruguay |
| ------------- | --------------------- | ------- |
|               | Jegyzőkönyv Részletek |         |

| Puszan Asiad Stadion, Puszan Nézőszám: 38 289 Játékvezető: Felipe Ramos (mexikói) |

| 2002. június 11. 15:30 (8:30) |

| Dánia                      | 2–0                         | Franciaország |
| -------------------------- | --------------------------- | ------------- |
| Rommedahl 22' Tomasson 67' | (1–0) Jegyzőkönyv Részletek |               |

| Incshon Munak Stadion, Incshon Nézőszám: 48 100 Játékvezető: Vítor Melo Pereira (portugál) |

| 2002. június 11. 15:30 (8:30) |

| Szenegál                                 | 3–3                         | Uruguay                                      |
| ---------------------------------------- | --------------------------- | -------------------------------------------- |
| Fadiga 20' (11-esből) Bouba Diop 26' 38' | (3–0) Jegyzőkönyv Részletek | Morales 46' Forlán 69' Recoba 88' (11-esből) |

| Szuvon Világbajnoki Stadion, Szuvon Nézőszám: 33 681 Játékvezető: Jan Wegereef (holland) |

### B csoport
| Hely. | Csapat                  | M | Gy | D | V | G+ | G– | Gk | P | Továbbjutás                                |
| ----- | ----------------------- | - | -- | - | - | -- | -- | -- | - | ------------------------------------------ |
| 1.    | Spanyolország           | 3 | 3  | 0 | 0 | 9  | 4  | +5 | 9 | Továbbjutott az egyenes kieséses szakaszba |
| 2.    | Paraguay                | 3 | 1  | 1 | 1 | 6  | 6  | 0  | 4 | Továbbjutott az egyenes kieséses szakaszba |
| 3.    | Dél-afrikai Köztársaság | 3 | 1  | 1 | 1 | 5  | 5  | 0  | 4 |                                            |
| 4.    | Szlovénia               | 3 | 0  | 0 | 3 | 2  | 7  | −5 | 0 |                                            |

| 2002. június 2. 16:30 (9:30) |

| Paraguay                | 2–2                         | Dél-afrikai Köztársaság              |
| ----------------------- | --------------------------- | ------------------------------------ |
| Santa Cruz 39' Arce 55' | (1–0) Jegyzőkönyv Részletek | Mokoena 63' Fortune 90+1' (11-esből) |

| Puszan Asiad Stadion, Puszan Nézőszám: 25 186 Játékvezető: Ľuboš Micheľ (szlovák) |

| 2002. június 2. 20:30 (13:30) |

| Spanyolország                              | 3–1                         | Szlovénia     |
| ------------------------------------------ | --------------------------- | ------------- |
| Raúl 44' Valerón 74' Hierro 87' (11-esből) | (1–0) Jegyzőkönyv Részletek | Cimirotič 82' |

| Kvangdzsu Világbajnoki Stadion, Kvangdzsu Nézőszám: 28 598 Játékvezető: Mohammed Kezzáz (marokkói) |

| 2002. június 7. 18:00 (11:00) |

| Spanyolország                           | 3–1                         | Paraguay          |
| --------------------------------------- | --------------------------- | ----------------- |
| Morientes 53' 69' Hierro 83' (11-esből) | (0–1) Jegyzőkönyv Részletek | Puyol 10' (öngól) |

| Csondzsu Világbajnoki Stadion, Csondzsu Nézőszám: 24 000 Játékvezető: Gamál al-Gandúr (egyiptomi) |

| 2002. június 8. 15:30 (8:30) |

| Dél-afrikai Köztársaság | 1–0                         | Szlovénia |
| ----------------------- | --------------------------- | --------- |
| Nomvethe 4'             | (1–0) Jegyzőkönyv Részletek |           |

| Tegu Stadion, Tegu Nézőszám: 47 226 Játékvezető: Ángel Sánchez (argentin) |

| 2002. június 12. 20:30 (13:30) |

| Dél-afrikai Köztársaság | 2–3                         | Spanyolország              |
| ----------------------- | --------------------------- | -------------------------- |
| McCarthy 31' Radebe 53' | (1–2) Jegyzőkönyv Részletek | Raúl 4' 56' Mendieta 45+1' |

| Tedzson Világbajnoki Stadion, Tedzson Nézőszám: 31 024 Játékvezető: Szaad Kamíl al-Fadli (kuvaiti) |

| 2002. június 12. 20:30 (13:30) |

| Szlovénia      | 1–3                         | Paraguay                  |
| -------------- | --------------------------- | ------------------------- |
| Ačimovič 45+1' | (1–0) Jegyzőkönyv Részletek | Cuevas 65' 84' Campos 73' |

| Csedzsu Világbajnoki Stadion, Szögvipo Nézőszám: 30 176 Játékvezető: Felipe Ramos (mexikói) |

### C csoport
| Hely. | Csapat      | M | Gy | D | V | G+ | G– | Gk | P | Továbbjutás                                |
| ----- | ----------- | - | -- | - | - | -- | -- | -- | - | ------------------------------------------ |
| 1.    | Brazília    | 3 | 3  | 0 | 0 | 11 | 3  | +8 | 9 | Továbbjutott az egyenes kieséses szakaszba |
| 2.    | Törökország | 3 | 1  | 1 | 1 | 5  | 3  | +2 | 4 | Továbbjutott az egyenes kieséses szakaszba |
| 3.    | Costa Rica  | 3 | 1  | 1 | 1 | 5  | 6  | −1 | 4 |                                            |
| 4.    | Kína        | 3 | 0  | 0 | 3 | 0  | 9  | −9 | 0 |                                            |

| 2002. június 3. 18:00 (11:00) |

| Brazília                           | 2–1                         | Törökország     |
| ---------------------------------- | --------------------------- | --------------- |
| Ronaldo 50' Rivaldo 87' (11-esből) | (0–1) Jegyzőkönyv Részletek | Hasan Şaş 45+2' |

| Ulszan Munszu Stadion, Ulszan Nézőszám: 33 842 Játékvezető: Kim Jongdzsu (dél-koreai) |

| 2002. június 4. 15:30 (8:30) |

| Kína | 0–2                         | Costa Rica           |
| ---- | --------------------------- | -------------------- |
|      | (0–0) Jegyzőkönyv Részletek | Gómez 61' Wright 65' |

| Kvangdzsu Világbajnoki Stadion, Kvangdzsu Nézőszám: 27 217 Játékvezető: Kírosz Vasszárasz (görög) |

| 2002. június 8. 20:30 (13:30) |

| Brazília                                                                      | 4–0                         | Kína |
| ----------------------------------------------------------------------------- | --------------------------- | ---- |
| Roberto Carlos da Silva 15' Rivaldo 32' Ronaldinho 45' (11-esből) Ronaldo 55' | (3–0) Jegyzőkönyv Részletek |      |

| Csedzsu Világbajnoki Stadion, Szögvipo Nézőszám: 36 750 Játékvezető: Anders Frisk (svéd) |

| 2002. június 9. 18:00 (11:00) |

| Costa Rica | 1–1                         | Törökország |
| ---------- | --------------------------- | ----------- |
| Parks 86'  | (0–0) Jegyzőkönyv Részletek | Emre 56'    |

| Incshon Munak Stadion, Incshon Nézőszám: 42 299 Játékvezető: Coffi Codjia (benini) |

| 2002. június 13. 15:30 (8:30) |

| Costa Rica             | 2–5                         | Brazília                                            |
| ---------------------- | --------------------------- | --------------------------------------------------- |
| Wanchope 39' Gómez 56' | (1–3) Jegyzőkönyv Részletek | Ronaldo 10' 13' Edmílson 38' Rivaldo 62' Júnior 64' |

| Szuvon Világbajnoki Stadion, Szuvon Nézőszám: 38 524 Játékvezető: Gamál al-Gandúr (egyiptomi) |

| 2002. június 13. 15:30 (8:30) |

| Törökország                     | 3–0                         | Kína |
| ------------------------------- | --------------------------- | ---- |
| Hasan Şaş 6' Bülent 9' Ümit 85' | (2–0) Jegyzőkönyv Részletek |      |

| Szöuli Világbajnoki Stadion, Szöul Nézőszám: 43 605 Játékvezető: Óscar Ruiz (kolumbiai) |

### D csoport
| Hely. | Csapat           | M | Gy | D | V | G+ | G– | Gk | P | Továbbjutás                                |
| ----- | ---------------- | - | -- | - | - | -- | -- | -- | - | ------------------------------------------ |
| 1.    | Dél-Korea (R)    | 3 | 2  | 1 | 0 | 4  | 1  | +3 | 7 | Továbbjutott az egyenes kieséses szakaszba |
| 2.    | Egyesült Államok | 3 | 1  | 1 | 1 | 5  | 6  | −1 | 4 | Továbbjutott az egyenes kieséses szakaszba |
| 3.    | Portugália       | 3 | 1  | 0 | 2 | 6  | 4  | +2 | 3 |                                            |
| 4.    | Lengyelország    | 3 | 1  | 0 | 2 | 3  | 7  | −4 | 3 |                                            |

| 2002. június 4. 20:30 (13:30) |

| Dél-Korea                            | 2–0                         | Lengyelország |
| ------------------------------------ | --------------------------- | ------------- |
| Hvang Szonhong 26' Ju Szangcshol 53' | (1–0) Jegyzőkönyv Részletek |               |

| Puszan Asiad Stadion, Puszan Nézőszám: 48 760 Játékvezető: Óscar Ruiz (kolumbiai) |

| 2002. június 5. 18:00 (11:00) |

| Egyesült Államok                            | 3–2                         | Portugália                 |
| ------------------------------------------- | --------------------------- | -------------------------- |
| O’Brien 4' J. Costa 29' (öngól) McBride 36' | (3–1) Jegyzőkönyv Részletek | Beto 39' Agoos 71' (öngól) |

| Szuvon Világbajnoki Stadion, Szuvon Nézőszám: 37 306 Játékvezető: Byron Moreno (ecuadori) |

| 2002. június 10. 15:30 (8:30) |

| Dél-Korea         | 1–1                         | Egyesült Államok |
| ----------------- | --------------------------- | ---------------- |
| An Dzsonghvan 78' | (0–1) Jegyzőkönyv Részletek | Mathis 24'       |

| Tegu Stadion, Tegu Nézőszám: 60 778 Játékvezető: Urs Meier (svájci) |

| 2002. június 10. 20:30 (13:30) |

| Portugália                        | 4–0                         | Lengyelország |
| --------------------------------- | --------------------------- | ------------- |
| Pauleta 14' 65' 77' Rui Costa 88' | (1–0) Jegyzőkönyv Részletek |               |

| Csondzsu Világbajnoki Stadion, Csondzsu Nézőszám: 31 000 Játékvezető: Hugh Dallas (skót) |

| 2002. június 14. 20:30 (13:30) |

| Portugália | 0–1                         | Dél-Korea        |
| ---------- | --------------------------- | ---------------- |
|            | (0–0) Jegyzőkönyv Részletek | Pak Csiszong 70' |

| Incshon Munak Stadion, Incshon Nézőszám: 50 239 Játékvezető: Ángel Sánchez (argentin) |

| 2002. június 14. 20:30 (13:30) |

| Lengyelország                             | 3–1                         | Egyesült Államok |
| ----------------------------------------- | --------------------------- | ---------------- |
| Olisadebe 3' Kryszałowicz 5' Żewłakow 66' | (2–0) Jegyzőkönyv Részletek | Donovan 83'      |

| Tedzson Világbajnoki Stadion, Tedzson Nézőszám: 26 482 Játékvezető: Lu Csün (kínai) |

### E csoport
| Hely. | Csapat       | M | Gy | D | V | G+ | G– | Gk  | P | Továbbjutás                                |
| ----- | ------------ | - | -- | - | - | -- | -- | --- | - | ------------------------------------------ |
| 1.    | Németország  | 3 | 2  | 1 | 0 | 11 | 1  | +10 | 7 | Továbbjutott az egyenes kieséses szakaszba |
| 2.    | Írország     | 3 | 1  | 2 | 0 | 5  | 2  | +3  | 5 | Továbbjutott az egyenes kieséses szakaszba |
| 3.    | Kamerun      | 3 | 1  | 1 | 1 | 2  | 3  | −1  | 4 |                                            |
| 4.    | Szaúd-Arábia | 3 | 0  | 0 | 3 | 0  | 12 | −12 | 0 |                                            |

| 2002. június 1. 15:30 (8:30) |

| Írország    | 1–1                         | Kamerun    |
| ----------- | --------------------------- | ---------- |
| Holland 52' | (0–1) Jegyzőkönyv Részletek | M'Boma 39' |

| Niigata Stadion, Niigata Nézőszám: 33 679 Játékvezető: Kamikava Tóru (japán) |

| 2002. június 1. 20:30 (13:30) |

| Németország                                                                        | 8–0                         | Szaúd-Arábia |
| ---------------------------------------------------------------------------------- | --------------------------- | ------------ |
| Klose 20' 25' 70' Ballack 40' Jancker 45+1' Linke 73' Bierhoff 84' Schneider 90+1' | (4–0) Jegyzőkönyv Részletek |              |

| Szapporo Dómu, Szapporo Nézőszám: 32 218 Játékvezető: Valenzano Ubaldo Aquino (paraguayi) |

| 2002. június 5. 20:30 (13:30) |

| Németország | 1–1                         | Írország           |
| ----------- | --------------------------- | ------------------ |
| Klose 19'   | (1–0) Jegyzőkönyv Részletek | Robbie Keane 90+2' |

| Kasima Stadion, Kasima Nézőszám: 35 854 Játékvezető: Kim Milton Nielsen (dán) |

| 2002. június 6. 18:00 (11:00) |

| Kamerun   | 1–0                         | Szaúd-Arábia |
| --------- | --------------------------- | ------------ |
| Eto'o 66' | (0–0) Jegyzőkönyv Részletek |              |

| Szaitama Stadion, Szaitama Nézőszám: 52 328 Játékvezető: Terje Hauge (norvég) |

| 2002. június 11. 20:30 (13:30) |

| Kamerun | 0–2                         | Németország        |
| ------- | --------------------------- | ------------------ |
|         | (0–0) Jegyzőkönyv Részletek | Bode 50' Klose 79' |

| Sizuoka Stadion, Sizuoka Nézőszám: 47 085 Játékvezető: Antonio López Nieto (spanyol) |

| 2002. június 11. 20:30 (13:30) |

| Szaúd-Arábia | 0–3                         | Írország                           |
| ------------ | --------------------------- | ---------------------------------- |
|              | (0–1) Jegyzőkönyv Részletek | Robbie Keane 7' Breen 61' Duff 87' |

| Jokohama Nemzetközi Stadion, Jokohama Nézőszám: 65 320 Játékvezető: Falla N’Doye (szenegáli) |

### F csoport
| Hely. | Csapat     | M | Gy | D | V | G+ | G– | Gk | P | Továbbjutás                                |
| ----- | ---------- | - | -- | - | - | -- | -- | -- | - | ------------------------------------------ |
| 1.    | Svédország | 3 | 1  | 2 | 0 | 4  | 3  | +1 | 5 | Továbbjutott az egyenes kieséses szakaszba |
| 2.    | Anglia     | 3 | 1  | 2 | 0 | 2  | 1  | +1 | 5 | Továbbjutott az egyenes kieséses szakaszba |
| 3.    | Argentína  | 3 | 1  | 1 | 1 | 2  | 2  | 0  | 4 |                                            |
| 4.    | Nigéria    | 3 | 0  | 1 | 2 | 1  | 3  | −2 | 1 |                                            |

| 2002. június 2. 14:30 (7:30) |

| Argentína     | 1–0                         | Nigéria |
| ------------- | --------------------------- | ------- |
| Batistuta 63' | (0–0) Jegyzőkönyv Részletek |         |

| Kasima Stadion, Kasima Nézőszám: 34 050 Játékvezető: Gilles Veissière (francia) |

| 2002. június 2. 18:30 (11:30) |

| Anglia       | 1–1                         | Svédország        |
| ------------ | --------------------------- | ----------------- |
| Campbell 24' | (1–0) Jegyzőkönyv Részletek | Alexandersson 59' |

| Szaitama Stadion, Szaitama Nézőszám: 52 721 Játékvezető: Carlos Simon |

| 2002. június 7. 15:30 (8:30) |

| Svédország                 | 2–1                         | Nigéria      |
| -------------------------- | --------------------------- | ------------ |
| Larsson 35' 63' (11-esből) | (1–1) Jegyzőkönyv Részletek | Aghahowa 27' |

| Kóbe Stadion, Kóbe Nézőszám: 36 194 Játékvezető: René Ortubé (bolíviai) |

| 2002. június 7. 20:30 (13:30) |

| Argentína | 0–1                         | Anglia                 |
| --------- | --------------------------- | ---------------------- |
|           | (0–1) Jegyzőkönyv Részletek | Beckham 44' (11-esből) |

| Szapporo Dómu, Szapporo Nézőszám: 35 927 Játékvezető: Pierluigi Collina (olasz) |

| 2002. június 12. 15:30 (8:30) |

| Svédország   | 1–1                         | Argentína  |
| ------------ | --------------------------- | ---------- |
| Svensson 59' | (0–0) Jegyzőkönyv Részletek | Crespo 88' |

| Mijagi Stadion, Rifu Nézőszám: 45 777 Játékvezető: Ali Búdzsszajm (egyesült arab emírségekbeli) |

| 2002. június 12. 15:30 (8:30) |

| Nigéria | 0–0                   | Anglia |
| ------- | --------------------- | ------ |
|         | Jegyzőkönyv Részletek |        |

| Nagai Stadion, Oszaka Nézőszám: 44 684 Játékvezető: Brian Hall (amerikai) |

### G csoport
| Hely. | Csapat       | M | Gy | D | V | G+ | G– | Gk | P | Továbbjutás                                |
| ----- | ------------ | - | -- | - | - | -- | -- | -- | - | ------------------------------------------ |
| 1.    | Mexikó       | 3 | 2  | 1 | 0 | 4  | 2  | +2 | 7 | Továbbjutott az egyenes kieséses szakaszba |
| 2.    | Olaszország  | 3 | 1  | 1 | 1 | 4  | 3  | +1 | 4 | Továbbjutott az egyenes kieséses szakaszba |
| 3.    | Horvátország | 3 | 1  | 0 | 2 | 2  | 3  | −1 | 3 |                                            |
| 4.    | Ecuador      | 3 | 1  | 0 | 2 | 2  | 4  | −2 | 3 |                                            |

| 2002. június 3. 15:30 (8:30) |

| Horvátország | 0–1                         | Mexikó                |
| ------------ | --------------------------- | --------------------- |
|              | (0–0) Jegyzőkönyv Részletek | Blanco 60' (11-esből) |

| Niigata Stadion, Niigata Nézőszám: 32 239 Játékvezető: Lu Csün (kínai) |

| 2002. június 3. 20:30 (13:30) |

| Olaszország  | 2–0                         | Ecuador |
| ------------ | --------------------------- | ------- |
| Vieri 7' 27' | (2–0) Jegyzőkönyv Részletek |         |

| Szapporo Dómu, Szapporo Nézőszám: 31 081 Játékvezető: Brian Hall (amerikai) |

| 2002. június 8. 18:00 (11:00) |

| Olaszország | 1–2                         | Horvátország        |
| ----------- | --------------------------- | ------------------- |
| Vieri 55'   | (0–0) Jegyzőkönyv Részletek | Olić 73' Rapaić 76' |

| Kasima Stadion, Kasima Nézőszám: 36 472 Játékvezető: Graham Poll (angol) |

| 2002. június 9. 15:30 (8:30) |

| Mexikó                   | 2–1                         | Ecuador    |
| ------------------------ | --------------------------- | ---------- |
| Borgetti 28' Torrado 57' | (1–1) Jegyzőkönyv Részletek | Delgado 5' |

| Mijagi Stadion, Rifu Nézőszám: 45 610 Játékvezető: Mourad Daami (tunéziai) |

| 2002. június 13. 20:30 (13:30) |

| Mexikó       | 1–1                         | Olaszország   |
| ------------ | --------------------------- | ------------- |
| Borgetti 34' | (1–0) Jegyzőkönyv Részletek | Del Piero 85' |

| Óita Stadion, Óita Nézőszám: 39 291 Játékvezető: Carlos Simon (brazil) |

| 2002. június 13. 20:30 (13:30) |

| Ecuador    | 1–0                         | Horvátország |
| ---------- | --------------------------- | ------------ |
| Méndez 48' | (0–0) Jegyzőkönyv Részletek |              |

| Jokohama Nemzetközi Stadion, Jokohama Nézőszám: 65 862 Játékvezető: William Mattus (Costa Rica-i) |

### H csoport
| Hely. | Csapat      | M | Gy | D | V | G+ | G– | Gk | P | Továbbjutás                                |
| ----- | ----------- | - | -- | - | - | -- | -- | -- | - | ------------------------------------------ |
| 1.    | Japán (R)   | 3 | 2  | 1 | 0 | 5  | 2  | +3 | 7 | Továbbjutott az egyenes kieséses szakaszba |
| 2.    | Belgium     | 3 | 1  | 2 | 0 | 6  | 5  | +1 | 5 | Továbbjutott az egyenes kieséses szakaszba |
| 3.    | Oroszország | 3 | 1  | 0 | 2 | 4  | 4  | 0  | 3 |                                            |
| 4.    | Tunézia     | 3 | 0  | 1 | 2 | 1  | 5  | −4 | 1 |                                            |

| 2002. június 4. 18:00 (11:00) |

| Japán                   | 2–2                         | Belgium                        |
| ----------------------- | --------------------------- | ------------------------------ |
| Szuzuki 59' Inamoto 67' | (0–0) Jegyzőkönyv Részletek | Wilmots 57' Van Der Heyden 75' |

| Szaitama Stadion, Szaitama Nézőszám: 55 256 Játékvezető: William Mattus (Costa Rica-i) |

| 2002. június 5. 15:30 (8:30) |

| Oroszország                      | 2–0                         | Tunézia |
| -------------------------------- | --------------------------- | ------- |
| Tyitov 59' Karpin 64' (11-esből) | (0–0) Jegyzőkönyv Részletek |         |

| Kóbe Stadion, Kóbe Nézőszám: 30 957 Játékvezető: Peter Prendergast (jamaicai) |

| 2002. június 9. 20:30 (13:30) |

| Japán       | 1–0                         | Oroszország |
| ----------- | --------------------------- | ----------- |
| Inamoto 51' | (0–0) Jegyzőkönyv Részletek |             |

| Jokohama Nemzetközi Stadion, Jokohama Nézőszám: 66 108 Játékvezető: Markus Merk (német) |

| 2002. június 10. 18:00 (11:00) |

| Tunézia    | 1–1                         | Belgium     |
| ---------- | --------------------------- | ----------- |
| Búzján 17' | (1–1) Jegyzőkönyv Részletek | Wilmots 13' |

| Óita Stadion, Óita Nézőszám: 42 000 Játékvezető: Mark Shield (ausztrál) |

| 2002. június 14. 15:30 (8:30) |

| Tunézia | 0–2                         | Japán                   |
| ------- | --------------------------- | ----------------------- |
|         | (0–0) Jegyzőkönyv Részletek | Morisima 48' Nakata 75' |

| Nagai Stadion, Oszaka Nézőszám: 45 213 Játékvezető: Gilles Veissière (francia) |

| 2002. június 14. 15:30 (8:30) |

| Belgium                        | 3–2                         | Oroszország                   |
| ------------------------------ | --------------------------- | ----------------------------- |
| Walem 7' Sonck 78' Wilmots 82' | (1–0) Jegyzőkönyv Részletek | Beszcsasztnih 52' Szicsov 88' |

| Sizuoka Stadion, Sizuoka Nézőszám: 46 640 Játékvezető: Kim Milton Nielsen (dán) |

## Egyenes kieséses szakasz
|  |                       |                  |                        |                     |                     |                     |                       |               |               |               |                   |                   |                   |  |  |       |       |       |
|  | Nyolcaddöntők         | Nyolcaddöntők    | Nyolcaddöntők          |                     |                     | Negyeddöntők        | Negyeddöntők          | Negyeddöntők  |               |               | Elődöntők         | Elődöntők         | Elődöntők         |  |  | Döntő | Döntő | Döntő |
|  | Nyolcaddöntők         | Nyolcaddöntők    | Nyolcaddöntők          |                     |                     | Negyeddöntők        | Negyeddöntők          | Negyeddöntők  |               |               | Elődöntők         | Elődöntők         | Elődöntők         |  |  | Döntő | Döntő | Döntő |
|  | június 15. – Szogüpho |                  |                        |                     |                     |                     |                       |               |               |               |                   |                   |                   |  |  |       |       |       |
|  |                       |                  |                        |                     |                     |                     |                       |               |               |               |                   |                   |                   |  |  |       |       |       |
|  | E1                    | Németország      | 1                      |                     |                     |                     |                       |               |               |               |                   |                   |                   |  |  |       |       |       |
|  | E1                    | Németország      | 1                      | június 21. – Ulszan |                     |                     |                       |               |               |               |                   |                   |                   |  |  |       |       |       |
|  | B2                    | Paraguay         | 0                      |                     |                     |                     |                       |               |               |               |                   |                   |                   |  |  |       |       |       |
|  | B2                    | Paraguay         | 0                      |                     |                     | Németország         | Németország           | 1             |               |               |                   |                   |                   |  |  |       |       |       |
|  | június 17. – Csondzsu |                  |                        |                     |                     | Németország         | Németország           | 1             |               |               |                   |                   |                   |  |  |       |       |       |
|  |                       |                  | Egyesült Államok       | Egyesült Államok    | 0                   |                     |                       |               |               |               |                   |                   |                   |  |  |       |       |       |
|  | G1                    | Mexikó           | Egyesült Államok       | Egyesült Államok    | 0                   | 0                   |                       |               |               |               |                   |                   |                   |  |  |       |       |       |
|  | G1                    | Mexikó           |                        |                     |                     | 0                   | június 25. – Szöul    |               |               |               |                   |                   |                   |  |  |       |       |       |
|  | D2                    | Egyesült Államok | 2                      |                     |                     |                     |                       |               |               |               |                   |                   |                   |  |  |       |       |       |
|  | D2                    | Egyesült Államok | 2                      |                     |                     | Németország         | Németország           | 1             |               |               |                   |                   |                   |  |  |       |       |       |
|  | június 16. – Szuvon   |                  |                        |                     |                     | Németország         | Németország           | 1             |               |               |                   |                   |                   |  |  |       |       |       |
|  |                       |                  | Dél-Korea              | Dél-Korea           | 0                   |                     |                       |               |               |               |                   |                   |                   |  |  |       |       |       |
|  | B1                    | Spanyolország    | Dél-Korea              | Dél-Korea           | 0                   | 1 (3)               |                       |               |               |               |                   |                   |                   |  |  |       |       |       |
|  | B1                    | Spanyolország    | június 22. – Kvangdzsu |                     |                     | 1 (3)               |                       |               |               |               |                   |                   |                   |  |  |       |       |       |
|  | E2                    | Írország         | 1 (2)                  |                     |                     |                     |                       |               |               |               |                   |                   |                   |  |  |       |       |       |
|  | E2                    | Írország         | 1 (2)                  |                     |                     | Spanyolország       | Spanyolország         | 0 (3)         |               |               |                   |                   |                   |  |  |       |       |       |
|  | június 18. – Tedzson  |                  |                        |                     |                     | Spanyolország       | Spanyolország         | 0 (3)         |               |               |                   |                   |                   |  |  |       |       |       |
|  |                       |                  | Dél-Korea              | Dél-Korea           | 0 (5)               |                     |                       |               |               |               |                   |                   |                   |  |  |       |       |       |
|  | D1                    | Dél-Korea        | Dél-Korea              | Dél-Korea           | 0 (5)               | 2                   |                       |               |               |               |                   |                   |                   |  |  |       |       |       |
|  | D1                    | Dél-Korea        |                        |                     |                     | 2                   | június 30. – Jokohama |               |               |               |                   |                   |                   |  |  |       |       |       |
|  | G2                    | Olaszország      | 1                      |                     |                     |                     |                       |               |               |               |                   |                   |                   |  |  |       |       |       |
|  | G2                    | Olaszország      | 1                      |                     |                     | Németország         | Németország           | 0             |               |               |                   |                   |                   |  |  |       |       |       |
|  | június 15. – Niigata  |                  |                        |                     |                     | Németország         | Németország           | 0             |               |               |                   |                   |                   |  |  |       |       |       |
|  |                       |                  | Brazília               | Brazília            | 2                   |                     |                       |               |               |               |                   |                   |                   |  |  |       |       |       |
|  | A1                    | Dánia            | Brazília               | Brazília            | 2                   | 0                   |                       |               |               |               |                   |                   |                   |  |  |       |       |       |
|  | A1                    | Dánia            | június 21. – Sizuoka   |                     |                     | 0                   |                       |               |               |               |                   |                   |                   |  |  |       |       |       |
|  | F2                    | Anglia           | 3                      |                     |                     |                     |                       |               |               |               |                   |                   |                   |  |  |       |       |       |
|  | F2                    | Anglia           | 3                      |                     |                     | Anglia              | Anglia                | 1             |               |               |                   |                   |                   |  |  |       |       |       |
|  | június 17. – Kóbe     |                  |                        |                     |                     | Anglia              | Anglia                | 1             |               |               |                   |                   |                   |  |  |       |       |       |
|  |                       |                  | Brazília               | Brazília            | 2                   |                     |                       |               |               |               |                   |                   |                   |  |  |       |       |       |
|  | C1                    | Brazília         | Brazília               | Brazília            | 2                   | 2                   |                       |               |               |               |                   |                   |                   |  |  |       |       |       |
|  | C1                    | Brazília         |                        |                     |                     | 2                   | június 26. – Szaitama |               |               |               |                   |                   |                   |  |  |       |       |       |
|  | H2                    | Belgium          | 0                      |                     |                     |                     |                       |               |               |               |                   |                   |                   |  |  |       |       |       |
|  | H2                    | Belgium          | 0                      |                     |                     | Brazília            | Brazília              | 1             |               |               |                   |                   |                   |  |  |       |       |       |
|  | június 16. – Óita     |                  |                        |                     |                     | Brazília            | Brazília              | 1             |               |               |                   |                   |                   |  |  |       |       |       |
|  |                       |                  | Törökország            | Törökország         | 0                   |                     |                       | Bronzmérkőzés | Bronzmérkőzés | Bronzmérkőzés |                   |                   |                   |  |  |       |       |       |
|  | F1                    | Svédország       | Törökország            | Törökország         | 0                   | 1                   |                       |               |               | Bronzmérkőzés |                   |                   |                   |  |  |       |       |       |
|  | F1                    | Svédország       |                        |                     | június 22. – Oszaka | június 22. – Oszaka | június 22. – Oszaka   |               |               |               | június 29. – Tegu | június 29. – Tegu | június 29. – Tegu |  |  |       |       |       |
|  | A2                    | Szenegál         | 2                      |                     | június 22. – Oszaka | június 22. – Oszaka | június 22. – Oszaka   |               |               |               | június 29. – Tegu | június 29. – Tegu | június 29. – Tegu |  |  |       |       |       |
|  | A2                    | Szenegál         | 2                      |                     |                     | Szenegál            | Szenegál              | 0             | Dél-Korea     | Dél-Korea     | 2                 |                   |                   |  |  |       |       |       |
|  | június 18. – Mijagi   |                  |                        |                     |                     | Szenegál            | Szenegál              | 0             | Dél-Korea     | Dél-Korea     | 2                 |                   |                   |  |  |       |       |       |
|  |                       |                  | Törökország            | Törökország         | 1                   |                     |                       | Törökország   | Törökország   | 3             |                   |                   |                   |  |  |       |       |       |
|  | H1                    | Japán            | Törökország            | Törökország         | 1                   | 0                   |                       | Törökország   | Törökország   | 3             |                   |                   |                   |  |  |       |       |       |
|  | H1                    | Japán            |                        |                     |                     |                     |                       |               |               |               |                   |                   |                   |  |  |       |       |       |
|  | C2                    | Törökország      | 1                      |                     |                     |                     |                       |               |               |               |                   |                   |                   |  |  |       |       |       |
|  | C2                    | Törökország      | 1                      |                     |                     |                     |                       |               |               |               |                   |                   |                   |  |  |       |       |       |

### Nyolcaddöntők
| 2002. június 15. 15:30 |

| Németország  | 1–0               | Paraguay |
| ------------ | ----------------- | -------- |
| Neuville 88' | (0–0) Jegyzőkönyv |          |

| Csedzsu Világbajnoki Stadion, Szogüpho Nézőszám: 25 176 Játékvezető: Batres (Guatemala) Asszisztensek: Curtis Charles , Dante Dramane |

| 2002. június 15. 20:30 |

| Dánia | 0–3               | Anglia                           |
| ----- | ----------------- | -------------------------------- |
|       | (0–3) Jegyzőkönyv | Ferdinand 5' Owen 22' Heskey 44' |

| Niigata Stadion, Niigata Nézőszám: 40 582 Játékvezető: Merk (Németország) Asszisztensek: Heiner Muller , Evžen Amler |

| 2002. június 16. 15:30 |

| Svédország  | 1–2 (h. u.) | Szenegál           |
| ----------- | ----------- | ------------------ |
| Larsson 11' | (1–1)       | H. Camara 37' 104' |

| Óita Stadion, Óita Nézőszám: 39 747 Játékvezető: Aquino (Paraguay) Asszisztensek: Giacomuzzi Gotze , Héctor Vergara |

| 2002. június 16. 20:30 |

| Spanyolország                           | 1–1 (h. u.)       | Írország                                     |
| --------------------------------------- | ----------------- | -------------------------------------------- |
| Morientes 8'                            | (1–0) Jegyzőkönyv | Robbie Keane 90' (11-esből)                  |
| Büntetőpárbaj                           |                   |                                              |
| Hierro Baraja Juanfran Valerón Mendieta | 3–2               | Robbie Keane Holland Connolly Kilbane Finnan |

| Szuvon Világbajnoki Stadion, Szuvon Nézőszám: 38 926 Játékvezető: Frisk (Svédország) Asszisztensek: Leif Lindberg , Igor Šramka |

| 2002. június 17. 15:30 |

| Mexikó | 0–2               | Egyesült Államok       |
| ------ | ----------------- | ---------------------- |
|        | (0–1) Jegyzőkönyv | McBride 8' Donovan 65' |

| Csondzsu Világbajnoki Stadion, Csondzsu Nézőszám: 36 380 Játékvezető: Melo Pereira (Portugália) Asszisztensek: Ferreira de Matos , Egon Bereuter |

| 2002. június 17. 20:30 |

| Brazília                | 2–0               | Belgium |
| ----------------------- | ----------------- | ------- |
| Rivaldo 67' Ronaldo 87' | (0–0) Jegyzőkönyv |         |

| Kóbe Stadion, Kóbe Nézőszám: 40 440 Játékvezető: Prendergast (Jamaica) Asszisztensek: Jurij Dupanov , Mohamed Saeed |

| 2002. június 18. 15:30 |

| Japán | 0–1               | Törökország |
| ----- | ----------------- | ----------- |
|       | (0–1) Jegyzőkönyv | Davala 12'  |

| Mijagi Stadion, Mijagi Nézőszám: 45 666 Játékvezető: Collina (Olaszország) Asszisztensek: Maciej Wierzbowski , Paul Ridgeway Smith |

| 2002. június 18. 20:30 |

| Dél-Korea                          | 2–1 (h. u.)       | Olaszország |
| ---------------------------------- | ----------------- | ----------- |
| Szol Kihjon 88' An Dzsonghvan 117' | (0–1) Jegyzőkönyv | Vieri 18'   |

| Tedzson Világbajnoki Stadion, Tedzson Nézőszám: 38 588 Játékvezető: Moreno (Ecuador) Asszisztensek: Jorge Horacio Rattalino , Székely Ferenc |

### Negyeddöntők
| 2002. június 21. 15:30 |

| Anglia   | 1–2               | Brazília                     |
| -------- | ----------------- | ---------------------------- |
| Owen 23' | (1–1) Jegyzőkönyv | Rivaldo 45+2' Ronaldinho 50' |

| Sizuoka Stadion, Sizuoka Nézőszám: 47 436 Játékvezető: Ramos (Mexikó) Asszisztensek: Héctor Vergara , Mohamed Saeed |

| 2002. június 21. 20:30 |

| Németország | 1–0               | Egyesült Államok |
| ----------- | ----------------- | ---------------- |
| Ballack 39' | (1–0) Jegyzőkönyv |                  |

| Ulszan Munszu Stadion, Ulszan Nézőszám: 37 337 Játékvezető: Dallas (Skócia) Asszisztensek: Philip Richard Sharp , Ali at-Trajfi |

| 2002. június 22. 15:30 |

| Spanyolország              | 0–0 (h. u.) | Dél-Korea                                                          |
| -------------------------- | ----------- | ------------------------------------------------------------------ |
|                            | Jegyzőkönyv |                                                                    |
| Büntetőpárbaj              |             |                                                                    |
| Hierro Baraja Xavi Joaquín | 3–5         | Hvang Szonhong Pak Csiszong Szol Kihjon An Dzsonghvan Hong Mjongbo |

| Kvangdzsu Világbajnoki Stadion, Kvangdzsu Nézőszám: 42 114 Játékvezető: Gamál al-Gandúr (Egyiptom) Asszisztensek: Philip Richard Sharp , Ali at-Trajfi |

| 2002. június 22. 20:30 |

| Szenegál | 0–1 (h. u.)       | Törökország |
| -------- | ----------------- | ----------- |
|          | (0–0) Jegyzőkönyv | Mansız 94'  |

| Nagai Stadion, Oszaka Nézőszám: 44 233 Játékvezető: Ruiz (Kolumbia) Asszisztensek: Jorge Horacio Rattalino , Giacomuzzi Gotze |

### Elődöntők
| 2002. június 25. 20:30 |

| Németország | 1–0               | Dél-Korea |
| ----------- | ----------------- | --------- |
| Ballack 75' | (0–0) Jegyzőkönyv |           |

| Szöuli Világbajnoki Stadion, Szöul Nézőszám: 65 256 Játékvezető: Meier (Svájc) Asszisztensek: Frédéric Arnault , Evžen Amler |

| 2002. június 26. 20:30 |

| Brazília    | 1–0               | Törökország |
| ----------- | ----------------- | ----------- |
| Ronaldo 49' | (0–0) Jegyzőkönyv |             |

| Szaitama Stadion, Szaitama Nézőszám: 61 058 Játékvezető: Milton Nielsen (Dánia) Asszisztensek: Maciej Wierzbowski , Igor Šramka |

### Bronzmérkőzés
| 2002. június 29. 20:00 |

| Dél-Korea                         | 2–3               | Törökország             |
| --------------------------------- | ----------------- | ----------------------- |
| I Uljong 9' Szong Dzsongguk 90+3' | (1–3) Jegyzőkönyv | Şükür 1' Mansız 13' 32' |

| Tegu Stadion, Tegu Nézőszám: 63 483 Játékvezető: Szaad Kamíl al-Fadli (Kuvait) Asszisztensek: Ali at-Trajfi , Héctor Vergara |

### Döntő
| 2002. június 30. 20:00 |

| Németország | 0–2               | Brazília        |
| ----------- | ----------------- | --------------- |
|             | (0–0) Jegyzőkönyv | Ronaldo 67' 79' |

| Jokohama Nemzetközi Stadion, Jokohama Nézőszám: 69 029 Játékvezető: Pierluigi Collina (olasz) |

| A 2002-es labdarúgó-világbajnokság győztese |
| ------------------------------------------- |
| · Brazília · 5. cím                         |

## Díjak
| Aranycipő: | Aranylabda: | Jasin-díj:  | FIFA Fair Play-díj: | Legszórakoztatóbb csapat: |
| ---------- | ----------- | ----------- | ------------------- | ------------------------- |
| Ronaldo    | Oliver Kahn | Oliver Kahn | Belgium             | Dél-Korea                 |

All-star csapat
| Kapusok                  | Védők                                                                 | Középpályások                                                  | Csatárok                                        |
| ------------------------ | --------------------------------------------------------------------- | -------------------------------------------------------------- | ----------------------------------------------- |
| Oliver Kahn Rüştü Reçber | Roberto Carlos Sol Campbell Fernando Hierro Hong Mjongbo Alpay Özalan | Rivaldo Ronaldinho Michael Ballack Ju Szangcshol Claudio Reyna | Ronaldo Miroslav Klose El Hadji Diouf Hasan Şaş |

## Gólszerzők
8 gólos
- Ronaldo

5 gólos
- Rivaldo
- Miroslav Klose

4 gólos
- Jon Dahl Tomasson
- Christian Vieri

3 gólos
- Marc Wilmots
- Michael Ballack
- Robbie Keane
- Pauleta
- Papa Bouba Diop
- Fernando Morientes
- Raúl
- Henrik Larsson
- İlhan Mansız

2 gólos
- Ronaldinho
- Rónald Gómez
- Michael Owen
- Inamoto Dzsunicsi
- Jared Borgetti
- Nelson Cuevas
- Henri Camara
- An Dzsonghvan
- Fernando Hierro
- Ümit Davala
- Hasan Şaş
- Brian McBride
- Landon Donovan

1 gólos
- Gabriel Batistuta
- Hernán Crespo
- Wesley Sonck
- Peter Van Der Heyden
- Johan Walem
- Edmílson
- Júnior
- Roberto Carlos
- Samuel Eto’o
- Patrick M’Boma
- Winston Parks
- Paulo Wanchope
- Mauricio Wright
- Ivica Olić
- Milan Rapaić
- Dennis Rommedahl
- Agustín Delgado
- Édison Méndez
- David Beckham
- Sol Campbell
- Rio Ferdinand
- Emile Heskey
- Oliver Bierhoff
- Marco Bode
- Carsten Jancker
- Thomas Linke
- Oliver Neuville
- Bernd Schneider
- Gary Breen
- Damien Duff
- Matt Holland
- Alessandro Del Piero
- Morisima Hiroaki
- Nakata Hidetosi
- Szuzuki Takajuki
- Cuauhtémoc Blanco
- Gerardo Torrado
- Julius Aghahowa
- Francisco Arce
- Jorge Campos
- Roque Santa Cruz
- Paweł Kryszałowicz
- Emmanuel Olisadebe
- Marcin Żewłakow
- Beto
- Rui Costa
- Vlagyimir Beszcsasztnih
- Valerij Karpin
- Dmitrij Szicsov
- Jegor Tyitov
- Salif Diao
- Khalilou Fadiga
- Milenko Ačimovič
- Sebastjan Cimirotič
- Quinton Fortune
- Benni McCarthy
- Teboho Mokoena
- Siyabonga Nomvethe
- Lucas Radebe
- Hvang Szonhong
- I Uljong
- Pak Csiszong
- Szol Kihjon
- Szong Dzsongguk
- Ju Szangcshol
- Gaizka Mendieta
- Juan Carlos Valerón
- Niclas Alexandersson
- Anders Svensson
- Rúúf Búzján
- Emre Belözoğlu
- Bülent Korkmaz
- Hakan Şükür
- Clint Mathis
- John O’Brien
- Diego Forlán
- Richard Morales
- Álvaro Recoba
- Darío Rodríguez

Öngólos
- Jorge Costa (Egyesült Államoknak)
- Carles Puyol (Paraguaynak)
- Jeff Agoos (Portugáliának)

## Végeredmény
Az első négy helyezett utáni sorrend nem tekinthető hivatalosnak, mivel ezekért a helyekért nem játszottak mérkőzéseket. Ezért e helyezések meghatározása a következők szerint történt:
1. több szerzett pont (a 11-esekkel eldöntött találkozók a hosszabbítást követő eredménnyel, döntetlenként vannak feltüntetve),

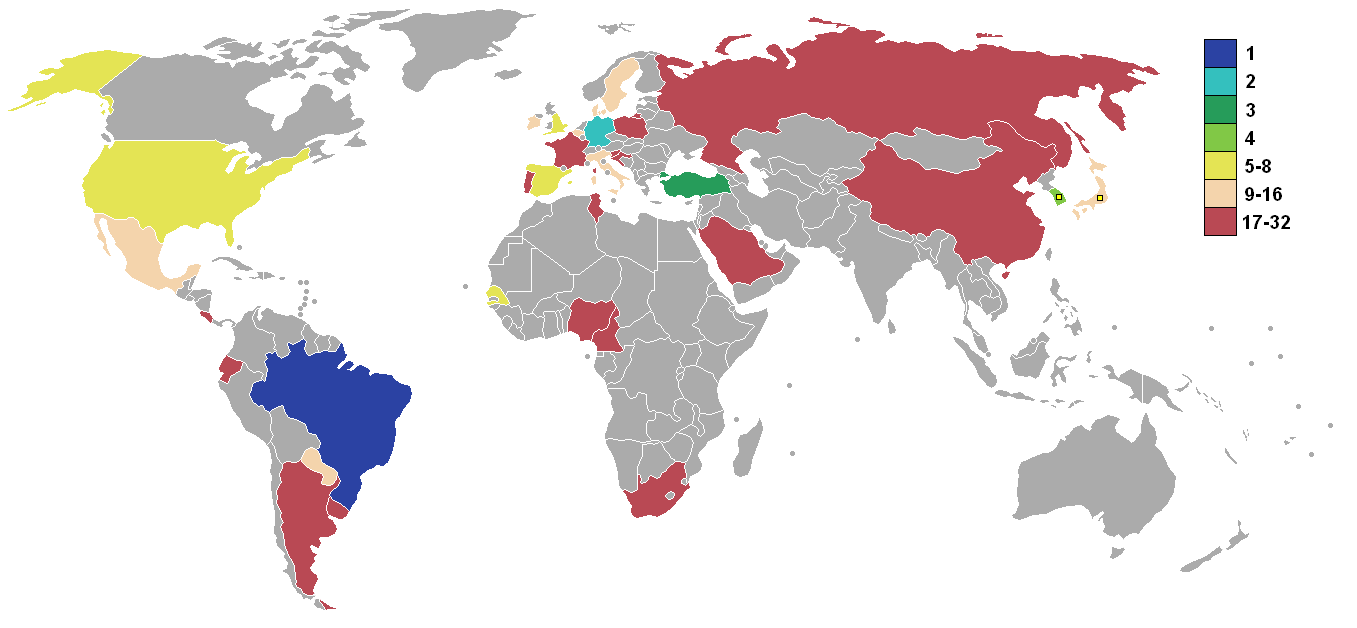
A 2002-es labdarúgó-világbajnokságon részt vevő országok helyezései

2. jobb gólkülönbség,
3. több szerzett gól,
4. nemzetnév.

| Hely. | Csapat                  | M | Gy | D | V | G+ | G– | Gk  | P  |
| ----- | ----------------------- | - | -- | - | - | -- | -- | --- | -- |
|       | Brazília                | 7 | 7  | 0 | 0 | 18 | 4  | +14 | 21 |
|       | Németország             | 7 | 5  | 1 | 1 | 14 | 3  | +11 | 16 |
|       | Törökország             | 7 | 4  | 1 | 2 | 10 | 6  | +4  | 13 |
| 4.    | Dél-Korea (R)           | 7 | 3  | 2 | 2 | 8  | 6  | +2  | 11 |
|       |                         |   |    |   |   |    |    |     |    |
| 5.    | Spanyolország           | 5 | 3  | 2 | 0 | 10 | 5  | +5  | 11 |
| 6.    | Anglia                  | 5 | 2  | 2 | 1 | 6  | 3  | +3  | 8  |
| 7.    | Szenegál                | 5 | 2  | 2 | 1 | 7  | 6  | +1  | 8  |
| 8.    | Egyesült Államok        | 5 | 2  | 1 | 2 | 7  | 7  | 0   | 7  |
|       |                         |   |    |   |   |    |    |     |    |
| 9.    | Japán (R)               | 4 | 2  | 1 | 1 | 5  | 3  | +2  | 7  |
| 10.   | Dánia                   | 4 | 2  | 1 | 1 | 5  | 5  | 0   | 7  |
| 11.   | Mexikó                  | 4 | 2  | 1 | 1 | 4  | 4  | 0   | 7  |
| 12.   | Írország                | 4 | 1  | 3 | 0 | 6  | 3  | +3  | 6  |
| 13.   | Svédország              | 4 | 1  | 2 | 1 | 5  | 5  | 0   | 5  |
| 14.   | Belgium                 | 4 | 1  | 2 | 1 | 6  | 7  | −1  | 5  |
| 15.   | Olaszország             | 4 | 1  | 1 | 2 | 5  | 5  | 0   | 4  |
| 16.   | Paraguay                | 4 | 1  | 1 | 2 | 6  | 7  | −1  | 4  |
|       |                         |   |    |   |   |    |    |     |    |
| 17.   | Dél-afrikai Köztársaság | 3 | 1  | 1 | 1 | 5  | 5  | 0   | 4  |
| 18.   | Argentína               | 3 | 1  | 1 | 1 | 2  | 2  | 0   | 4  |
| 19.   | Costa Rica              | 3 | 1  | 1 | 1 | 5  | 6  | −1  | 4  |
| 20.   | Kamerun                 | 3 | 1  | 1 | 1 | 2  | 3  | −1  | 4  |
| 21.   | Portugália              | 3 | 1  | 0 | 2 | 6  | 4  | +2  | 3  |
| 22.   | Oroszország             | 3 | 1  | 0 | 2 | 4  | 4  | 0   | 3  |
| 23.   | Horvátország            | 3 | 1  | 0 | 2 | 2  | 3  | −1  | 3  |
| 24.   | Ecuador                 | 3 | 1  | 0 | 2 | 2  | 4  | −2  | 3  |
| 25.   | Lengyelország           | 3 | 1  | 0 | 2 | 3  | 7  | −4  | 3  |
| 26.   | Uruguay                 | 3 | 0  | 2 | 1 | 4  | 5  | −1  | 2  |
| 27.   | Nigéria                 | 3 | 0  | 1 | 2 | 1  | 3  | −2  | 1  |
| 28.   | Franciaország           | 3 | 0  | 1 | 2 | 0  | 3  | −3  | 1  |
| 29.   | Tunézia                 | 3 | 0  | 1 | 2 | 1  | 5  | −4  | 1  |
| 30.   | Szlovénia               | 3 | 0  | 0 | 3 | 2  | 7  | −5  | 0  |
| 31.   | Kína                    | 3 | 0  | 0 | 3 | 0  | 9  | −9  | 0  |
| 32.   | Szaúd-Arábia            | 3 | 0  | 0 | 3 | 0  | 12 | −12 | 0  |

## Közvetítések
Magyarországon az addigi vb-khez hasonlóan az MTV rendelkezett a közvetítési jogokkal. Valamennyi mérkőzés élőben került képernyőre az M1 csatornán, kivéve az utolsó csoportkör párhuzamos mérkőzései, amelyeket az M2-n adtak, majd az M1-en megismételtek. Az időeltolódás miatt magyar idő szerint délelőtt voltak a mérkőzések, ezért esténként ismétlések és összefoglalók is láthatóak voltak. A kommentátorok a dél-koreai helyszíneken Matuz Krisztián és – többek között a nyitómérkőzésen és a bronzmérkőzésen is – Faragó Richard voltak, a japán helyszíneken Egri Viktor és – többek között a döntőben – Knézy Jenő.

## A popkultúrában
A Brazilok című 2017-es magyar filmvígjátékban fontos szerepet kap az Anglia–Brazília negyeddöntő, a film a mérkőzés mindhárom gólját bemutatja, illetve a Brazilok és a Hivatal SC gólokra adott különböző reakcióit is. Ugyanakkor a döntőből már csak a brazilok lefújás utáni öröméből villan be pár másodperces részlet. 